# Inferno (film 1980)
Inferno è un film del 1980 scritto e diretto da Dario Argento. Il film fa parte della trilogia delle Tre Madri, iniziata nel 1977 con Suspiria.
Il regista dichiarò di aver tratto ispirazione da una frase del libro Suspiria De Profundis di Thomas De Quincey e da qui l'intenzione di scrivere un libro sulla storia delle tre madri degli inferi: Mater Suspiriorum, Mater Lacrimarum e Mater Tenebrarum.
Il film si avvale di attori come Alida Valli, Daria Nicolodi, Eleonora Giorgi, Gabriele Lavia, Irene Miracle, Leopoldo Mastelloni, Veronica Lazar e Sacha Pitoëff, quest'ultimo noto per il peculiare film L'anno scorso a Marienbad.

## Trama
New York. Rose Elliot è una giovane poetessa newyorkese che ha acquistato dall'antiquario Kazanian un antico libro intitolato Le Tre Madri, scritto da un tale Emilio Varelli, architetto ed alchimista. L'autore riporta del suo incontro con tre antiche e malvagie streghe per le quali ha costruito tre rispettive dimore in Italia (Roma), in Germania (Friburgo) e negli Stati Uniti d'America (New York). Deducendo di risiedere proprio in quest'ultima, dopo aver scritto una lettera a suo fratello Mark, residente a Roma, Rose segue le indicazioni del testo scendendo nel sotterraneo del palazzo alla ricerca di una presunta Seconda Chiave citata nel libro, trovandosi in un appartamento totalmente allagato e facendo una scoperta spaventosa che le dà conferma dei suoi sospetti.
Roma. Mark Elliot è a lezione presso il conservatorio romano. Con la lettera di sua sorella tra le mani viene distratto dallo sguardo penetrante di una ragazza bellissima quanto inquietante. Inseguendo lei si dimentica della missiva che viene letta dall'amica Sara lì presente. Incuriosita, la donna si reca in una biblioteca per reperire e leggere una copia del libro di Varelli. Mentre inizia a sfogliarlo, Sara avverte una strana presenza che la chiama per nome. Preso il volume, spaventata si reca verso l'uscita, ma si perde e viene aggredita da una figura oscura che la costringe a posarlo. Terrorizzata fa ritorno a casa e chiama Mark dicendogli di raggiungerla per leggere la lettera di Rose, ma questi arriva troppo tardi, trovandola morta uccisa assieme ad un suo amico e vicino di casa. Accanto ai cadaveri vi sono diversi frammenti strappati della lettera.
Turbato, Mark contatta la sorella a New York senza dirle quanto accaduto a Sara e promettendole di raggiungerla subito, ma la chiamata s'interrompe bruscamente. Rose si rende conto che qualcuno sta entrando nel suo appartamento e capisce che ciò sta accadendo proprio a causa della sua scoperta. Fuggita dall'alloggio, finisce per ritrovarsi nell'area disabitata del palazzo dove viene uccisa e decapitata.
Giunto negli Stati Uniti, Mark fa la conoscenza di alcuni residenti del palazzo: un anziano invalido che cerca di comunicargli qualcosa, la sua infermiera, l'inquietante cuoca Carol e la contessa Elise, amica di Rose, solitaria e malata. Alla donna Rose aveva confidato le sue paure circa il libro e i due cercano di far luce sulla sua scomparsa. Scoperta una traccia di sangue di Rose sul corridoio (la donna durante la fuga si era ferita una mano) Mark si introduce nelle scale di servizio e scende nei meandri dell'immobile, dove viene stordito. Elise, intuita l'orribile sorte capitata a Rose, cerca di raggiungere Mark per avvertirlo ma vede una figura che trascina il corpo dell'uomo e la vede lasciando perdere Mark per inseguirla. Elise disperata tenta di tornare indietro ma le porte che dalle scale danno sugli alloggi sono state chiuse. Sale in soffitta ma viene attaccata da numerosi gatti, a cui qualcuno ha dato della carne presumibilmente umana che li rende molto aggressivi. Mentre cerca di liberarsi degli animali, il suo inseguitore entra nella stanza e la uccide.
Mark, seppur agonizzante, è riuscito a tornare nella parte abitata del palazzo, dove Carol e l'infermiera lo soccorrono. Il giorno dopo si sveglia nell'appartamento di sua sorella e dapprima cerca Elise, poi incontra Kazanian, che stava discutendo con Carol perché stufo della presenza dei gatti dentro e fuori dal palazzo. Avendo letto il nome dell'antiquario tra i frammenti della lettera di Rose, Mark lo interroga per saperne di più, ma l'uomo, costretto ad usare delle stampelle per muoversi, è piuttosto vago. Quella sera, approfittando di un'eclissi di Luna che oscurerà tutta la zona, Kazanian si reca in uno stagno vicino per affogare i gatti dopo averli catturati, ma perde l'equilibrio nel tentativo di tornare indietro. Una folla di famelici ratti lo attacca iniziando a divorarlo vivo e solo quando la Luna torna a rischiarare la notte il gestore di un chiosco dall'altra parte dello stagno si accorge di ciò che sta accadendo. Accorso apparentemente per aiutare l'uomo ancora urlante, lo uccide inspiegabilmente lasciandolo alla mercé dei ratti.
Intanto emerge che John, il maggiordomo di Elise, era in combutta con Carol per derubarla. La cuoca gli intima di telefonare al marito della contessa per dirgli che se n'è andata portando con sé tutti gli oggetti preziosi, lasciando intendere d'essere consapevole del destino della donna, al contrario di John. Questi si reca al telefono della hall e avverte una presenza. Quando Carol si reca nella hall per cercarlo, lo trova morto con gli occhi strappati dalle orbite. In preda al panico, causa accidentalmente un principio d'incendio e, avvolta dalle fiamme, precipita da una finestra.
Mentre il fuoco si propaga per tutto l'edificio, interpretando una frase della lettera, Mark capisce che la Terza Chiave a cui faceva riferimento il libro si trova sotto terra. Vedendo un punto sul pavimento da cui escono numerose formiche, inizia a estrarne le mattonelle e scopre che il parquet è cavo. Allargato il buco a sufficienza, vi s'introduce e scopre un passaggio che conduce a una zona nascosta dell'edificio, imbattendosi nell'anziano invalido e l'infermiera. Il vecchio si rivela essere l'architetto Varelli, che gli rivela di aver costruito il palazzo per le tre Madri e che nulla può per fermarle, poi tenta di avvelenare Mark con un'iniezione, strozzandosi subito dopo col filo dell'apparecchio che gli serviva per comunicare. Mark riesce a succhiare via il veleno e fugge, mentre Varelli muore. Alla disperata ricerca d'una via d'uscita, Mark giunge in un ambiente che richiama una cattedrale, dove incontra l'infermiera che si rivela la Mater Tenebrarum, nonché la personificazione della Morte, trasformandosi nella figura iconica d'uno scheletro col sudario. Mark riesce a malapena a fuggire dall'edificio divorato sempre più dalle fiamme, mentre nei sotterranei la figura infernale viene sepolta dal crollo definitivo, custodendo per sempre i suoi orribili segreti.

## Produzione
Secondo il settimanale Lancio story il regista avrebbe compiuto un sopralluogo a New York notando il palazzo in cui è ambientato il film e si sarebbe poi ritirato in un'abitazione isolata del New England per stendere la sceneggiatura dettata telefonicamente a una segretaria.
Il ruolo del protagonista maschile era stato pensato per l'attore americano James Woods, il quale dovette declinare perché impegnato sul set di Videodrome.
Il film è stato girato a Roma. La dimora della Mater Lacrimarum, situato in una fantomatica Via dei Bagni, è un celebre palazzo del Quartiere Coppedè. Gli esterni e gli interni della scena newyorkese sono stati interamente ricostruiti negli studi di Cinecittà.
L'assistenza alla regia è di Mario e Lamberto Bava, padre e figlio. Il primo, veterano dell'horror italiano, è anche autore degli effetti visivi.
Il cromatismo nella fotografia di scena, porta avanti il discorso di Suspiria. L'ambientazione americana fu voluta da Argento per internazionalizzare ulteriormente il suo cinema.
Destò polemica l'approccio negativo verso gli animali quali i gatti e i topi, memoria di un'antica superstizione, dando loro lo stigma di creature diaboliche.

## Colonna sonora
La colonna sonora è stata composta ed eseguita dal tastierista britannico Keith Emerson.

## Distribuzione
Il film è stato distribuito nei cinema italiani dalla 20th Century Fox l'8 febbraio 1980. Ha incassato complessivamente 1.331.763.000 lire a livello nazionale.
L'edizione in DVD è stata a lungo reperibile soltanto negli Stati Uniti. La distribuzione italiana avvenne a partire dall'ottobre 2007.

## Accoglienza

### Incassi
Rispetto a Suspiria, Inferno ricevette una distribuzione ridotta sul mercato internazionale. Costato circa 6 miliardi di lire, ne guadagnò soltanto quattro, piazzandosi al 14º posto degli incassi della stagione cinematografica italiana 1979-80.

### Critica
Paolo Mereghetti assegna al film due stelle, e scrive sul suo dizionario: "Per i fan è l'apice del suo gusto barocco e visionario". Il giornalista e critico cinematografico Kim Newman ha definito l'opera: "Probabilmente il film horror più sottovalutato degli anni ottanta". Nel 2005, la rivista di critica cinematografica Total Film ha inserito Inferno nella classifica dei migliori 50 film horror di tutti i tempi.
Morando Morandini, dando al film due stelle e mezzo, scrive: "Come in Suspiria, la dimensione fantastica permette ad Argento di fare a meno della logica. La macelleria è la stessa e il bric à brac gotico funziona in eccesso". Pino Farinotti vi assegna tre stelle senza alcun commento. Rudy Salvagnini nel suo Dizionario dei film horror dà quattro stellette al film definendolo: "Un film importante, nel quale Argento, al massimo della sua fortuna commerciale, si è voluto liberare dalle necessità narrative per dare libero sfogo al suo talento visuale".